# Sam & Max: Season One
Sam & Max: Season One ist ein Adventure von Entwickler Telltale Games und veröffentlicht von JoWooD, welches aus sechs Episoden besteht:
Culture Shock, Situation Comedy, The Mole, The Mob and The Meatball, Abe Lincoln Must Die!, Reality 2.0 und Bright Side Of The Moon. Die erste Staffel wurde 2009 in Sam & Max Save the World umbenannt und zudem am 2. Dezember 2020 als Remaster für PC und Nintendo Switch neu veröffentlicht.

## Handlung
Es handelt sich um die Nachfolger des PC-Adventures Sam & Max Hit the Road, dessen Geschichte aber nicht direkt weitergeführt wird. Die Episoden sind jeweils in sich abgeschlossene, etwa zwei Spielstunden lange Erzählungen, bilden aber insgesamt eine Geschichte um die Machenschaften des wahnsinnigen „Prismatologen“ Rainer Segen, der die Menschheit durch Hypnose versklaven möchte. Einige Handlungsstränge nehmen dabei immer wieder auf vorhergehende Episoden Bezug. Die finale Episode der ersten Staffel ist zugleich das Finale der übergreifenden Handlung.

### Culture Shock
Drehbuch und Regie: Brendan Q. Ferguson, Dave Grossman und Steve Purcell

Spielinhalt dieser Episode ist es, das Geheimnis um eine Gruppe früherer Kinderstars aus Fernsehserien der 1970er Jahre zu lüften. Diese begehen Verbrechen, welche einem Fitnessguru namens Brady Culture zu zunehmender Bekanntheit verhelfen. Sam und Max werden angeheuert, um die Zusammenhänge und Hintergründe dieser Verbrechensserie aufzuklären.

### Situation: Comedy
Drehbuch und Regie: Brendan Q. Ferguson, Dave Grossman, Jeff Lester und Steve Purcell

Sam und Max verschlägt es in ein Fernsehstudio, in dem eine Talk-Moderatorin ihr Publikum als Geiseln genommen hat. Auf dem Weg zu ihr müssen Sam und Max probeweise für eine Sitcom vorsprechen und sogar bei einer Castingshow gewinnen.

### The Mole, the Mob and the Meatball
Drehbuch und Regie: Brendan Q. Ferguson, Dave Grossman, Jeff Lester und Steve Purcell

Ein Maulwurf, der bei einer Mafia-Organisation undercover im Einsatz war, hat plötzlich den Kontakt abgebrochen. Sam und Max werden beauftragt, herauszufinden, was mit ihm passiert ist.

### Abe Lincoln Must Die
Drehbuch und Regie: Brendan Q. Ferguson, Dave Grossman, Chuck Jordan und Steve Purcell

In der vierten Episode geht es darum, als Präsident der Vereinigten Staaten eine lebendig gewordene Abraham-Lincoln-Statue dabei zu stoppen, die Stadt Washington zu zerstören. Ein Großteil der Folge spielt im Weißen Haus. Diese Folge wurde von Telltale Games als einzige kostenlos zum Download angeboten.

### Reality 2.0
Drehbuch und Regie: Brendan Q. Ferguson, Dave Grossman, Heather Logas, Chuck Jordan und Steve Purcell

Etwas Unheimliches verbreitet sich über das Internet und hypnotisiert die ganze Welt. Sam und Max müssen in die virtuelle Realität abtauchen, um die Ursache zu finden.

### Bright Side of the Moon
Drehbuch und Regie: Brendan Q. Ferguson, Dave Grossman, Heather Logas, Chuck Jordan und Steve Purcell

Nachdem sie herausgefunden haben, dass niemand Geringerer als Rainer Segen hinter den Hypnoseattacken auf die Weltbevölkerung steht, brechen Sam und Max zu seinem Geheimversteck auf dem Mond auf, um ihm das Handwerk zu legen.

## Spielprinzip und Technik
Die Darstellung erfolgt nicht mehr in den handgezeichneten 2D-Grafiken, wie sie LucasArts in deren SCUMM-System verwendete, sondern nutzt eine neu entwickelte 3D-Umgebung, welche zuvor bereits in Bone: Out from Boneville eingesetzt wurde.

## Produktionsnotizen
Das Komplettpaket enthält mehrere Extras. Es liegt ein von Steve Purcell gezeichnetes Fanposter, ein Making-of-Video, alle Trailer der sechs Episoden, der Soundtrack, Biographien der Figuren, Hintergrundbilder und auch ein Sam-&-Max-Webcomic der DVD bei. Die Sammlung erschien am 5. September 2007 im deutschen Handel. Die erste Episode der Serie erschien am 17. Oktober 2006 und wurde ab dem 1. November desselben Jahres auch in Europa als Downloadversion vertrieben. Zu jeder Episode wurde eine kurze, frei zugängliche Demoversion auf der Herstellerseite angeboten.

### Synchronisation
Anders als die von Telltale zum kostenpflichtigen Download angebotenen Versionen sind die Episoden in der Season-One-Kollektion ins Deutsche übersetzt worden. Die Spiele-DVD enthält zusätzlich die englische Originalversion sowie eine französische und italienische Übersetzung. In der deutschen Version spricht Sandra Schwittau (bekannt als Synchronstimme der Trickfilmfigur Bart Simpson) die Rolle des Hasen Max, während Hans-Gerd Kilbinger die Rolle des Hundes Sam übernimmt. Damit werden beide Figuren von denselben Sprechern wie in Sam & Max: Hit the Road gesprochen. 
Während der Charakter Bosco in der Originalversion von Joey Camen gesprochen wird, wurde er im Remaster mit Ogie Banks besetzt. Grund hierfür war, dass sein früherer Synchronsprecher weiß war, aber einen stereotypen schwarzen Mann verkörpern sollte. Einige von Boscos Zeilen wurden aufgrund der als anstößig erachteten Originaltexte geändert.

#### Sprecher
| Rolle                                                     | Originalsprecher      | Synchronsprecher    |
| --------------------------------------------------------- | --------------------- | ------------------- |
| Sam                                                       | David Nowlin          | Hans-Gerd Kilbinger |
| Max                                                       | William Kasten        | Sandra Schwittau    |
| Bosco (Remaster)                                          | Ogie Banks            | Kai Taschner        |
| Bosco (Originalversion)                                   | Joey Camen            | Kai Taschner        |
| Jimmy Zweizahn (Jimmy Two-Teeth)                          | Joey Camen            | Gerhard Acktun      |
| Wache (Guard Bear)                                        | Joey Camen            | Amadeus Bodís       |
| Sybil Pandemik                                            | Amy Provenzano        | Olivia Powell       |
| Brilli (Specs)                                            | Doug Boyd             | Johannes Raspe      |
| Ansager                                                   | Doug Boyd             | Mike Carl           |
| Marionettenpräsident                                      | Doug Boyd             | Mike Carl           |
| Glubschi (Peepers)                                        | Peter Barto           | Mike Carl           |
| Superblocko (Superball)                                   | Peter Barto           | Claus-Peter Damitz  |
| Strulli (Whizzer)                                         | Michael Barrett       | Benedikt Weber      |
| Brady Culture                                             | Brian Sommer          | Claus Brockmeyer    |
| Regisseurin                                               | Dianna Nola           | Susanne Wirtz       |
| Rainer Segen (Hugh Bliss)                                 | David Boyll           | Ulrich Frank        |
| Phil Flattermann (Mr. Featherly)                          | David Boyll           | Ulrich Frank        |
| Internet Wizard                                           | David Boyll           | Ulrich Frank        |
| Empfangsbär (Lovey Bear / Greeter)                        | David Boyll           | Gerhard Acktun      |
| Ted I. Bär (Ted E. Bear) / Harry Maulwurf (Harry Moleman) | Tim Talbot            | Michael Rüth        |
| Chuckles                                                  | Vegas E. Trip         | Reinhard Brock      |
| Leonard Schnitzelflüsterer (Leonard Steakcharmer)         | Carter Coleman        | Walter von Hauff    |
| Schiedsrichter                                            | Julian Kwasneski      | Ulf-Jürgen Wagner   |
| S.A.C.K. (C.O.P.S.)                                       | Jared Emerson-Johnson | Ulf-Jürgen Wagner   |
| Geber (Cuddly Bear / Dealer)                              | Jared Emerson-Johnson | Manfred Erdmann     |
| Wanze                                                     | Theodore Dudebrough   | Manfred Erdmann     |
| Hypnobär                                                  | Rud Muldoon           | Manfred Erdmann     |
| Abraham Lincoln                                           | Roger L. Jackson      | Crock Krumbiegel    |
| Das Internet                                              | Marjan Moshenin       | Mediha Cetin        |
| Myra Stump / Anni Biotikum (Auntie Biotic)                | Dorothy Gallagher     | Kathrin Simon       |

Die deutsche Synchronisation wurde von Lunatic Studios München produziert.

## Rezeption
Sam & Max: Season One erhielt vorwiegend positive Bewertungen. Metacritic aggregiert 34 Rezensionen zu einem Mittelwert von 74. Das Spiel wurde von GameSpy in die Top Ten der besten Spiele des Jahres 2007 gewählt.
Das deutschsprachige Onlinemagazin Adventure-Treff lobte die „wunderbar abgedrehte“ Handlung, die derart lustig unterhalte, dass ihre mangelnde Sinnhaftigkeit verzeihbar sei. Die Grafik sei „zwar nicht hochmodern, aber dafür liebevoll erstellt“. Auch die Steuerung, die Musikuntermalung und die deutschen Sprecher wurden von Redakteur Hans Frank positiv hervorgehoben.